# メルズンゲン
メルズンゲン (ドイツ語: Melsungen, ドイツ語発音: [ˈmɛlzʊŋən] ( 音声ファイル)) は、ドイツ連邦共和国ヘッセン州北部シュヴァルム＝エーダー郡に属す小都市である。この街は、その中心部に中世風の旧市街を有している。

## 地理

### 位置
メルズンゲンはシュヴァルム＝エーダー郡北部に位置する。東のメルズンガー山地と西のホムベルガー高地との間にあたる。その中核市区内でケーレンバッハ川がフルダ川に注ぐ。また、中核市区からほど近い南の工業地域プフィーフェヴィーゼン付近でプフィーフェ川が、北のレーレンフルト市区近郊のケルレとの市境でミュルミッシュ川がそれぞれフルダ川に注いでいる。
最寄りのフルダ川沿いの大都市がカッセルで、約 21 km 北に位置する。中規模都市のバート・ヘルスフェルトは南南東に約 32 km の距離にある（距離はいずれも直線距離）。
市内の最低地点は、レーレンフルト市区のミュルミッシュ川がフルダ川に注ぐ河口地点の海抜 160 m、最高地点はヒンメルスベルクの山頂からやや下がった地点で海抜 557 m である。この地点はギュンステローデ市区の北東約 2.5 km の地点で、隣の市であるヘッシシュ・リヒテナウとの市境上にあたる。

### 隣接する市町村
メルズンゲンは、北はケルレ（シュヴァルム＝エーダー郡）、ゼーレヴァルト（カッセル郡）およびヘッシシュ・リヒテナウ（ヴェラ＝マイスナー郡）、東はシュパンゲンベルク、南東はモルシェン、南はマールスフェルト、西はフェルスベルク（以上、4市町村はいずれもシュヴァルム＝エーダー郡）と境を接する。

### 市の構成
自治体としてのメルズンゲンは、中核市区の他に、アーデルスハウゼン、ギュンステローデ、ケーレンバッハ、キルヒホーフ、オーバーメルズンゲン、レーレンフルト、シュヴァルツェンベルクの各市区からなる。

## 歴史
この街は、802年に「Milisunge」という表記で初めて記録された。しかし、最初の入植はおそらくハルシュタット時代（紀元前9世紀から紀元前4世紀）である。
時代につれ、メルズンゲンの支配者は何度も入れ替わった。皇帝オットー3世は973年に「Elesenge in pago Hassim」の領地の一部（そこには軍事施設があった）をディートラート・フォン・メルズンゲンに授けた。ディートリヒ伯は1040年にメルズンゲンの所領をフルダ修道院に遺贈した。テューリンゲンのルードヴィング家出身のグーデンスベルク伯ハインリヒ・ラスペ2世（1130年頃 - 1155/57年頃）は、ヘルスフェルト修道院の代官として、メルズンゲンをヘルスフェルトの所領から切り離して経営し、グーデンスベルクからテューリンゲンへ向かう街道がフルダ川を渡るこの戦略上重要な地点に小さな城砦（「ミルズンゲン砦」）を築いた。この集落は、「ゼルツァーヴェク」（東西）、「ニュルンベルク街道」（南北）、「ドゥルヒ・ディ・ランゲン・ヘッセン」という3つの重要な交易路が交差する特別に重要な位置にあった。
この街はしばしば、マインツ大司教とテューリンゲン方伯、後のヘッセン方伯との戦いの場となった。1189年から1190年にマインツ大司教コンラート1世は、城砦と村を 350 マルクでルードヴィング家のテューリンゲン方伯から購入し、この村に都市権を授けた。この頃から市の紋章も制定された。数年後の1193年から1194年にはすでにこの都市と城砦はマインツ大司教をテューリンゲン方伯とのフェーデによって破壊されたが、その位置の重要性のため方伯によって直ちに再建され、方伯の所有財産とされた。テューリンゲン＝ヘッセン継承戦争で、城は再び、少なくともその一部が破壊されたが、今度もやはり修繕がなされた。この戦争の結果、メルズンゲンはヘッセン方伯領となった。
元々ロマネスク様式だった教区教会は1350年にゴシック様式のホール式教会に改築された。1465年の時点で、この街にはすでに約 950人の人口があった。1554年に大火があり、市の中心の大部分が焼失した。火災を免れた建物はごくわずかで、ほとんどすべての家屋が木組み建築であった。この大災害の後、木組み建築様式の宝石と讃えられる、現在も使われている市庁舎が建設された。1596年に丈夫な石橋がフルダ川に架けられた。いわゆるバルテンヴェッツァー橋である。

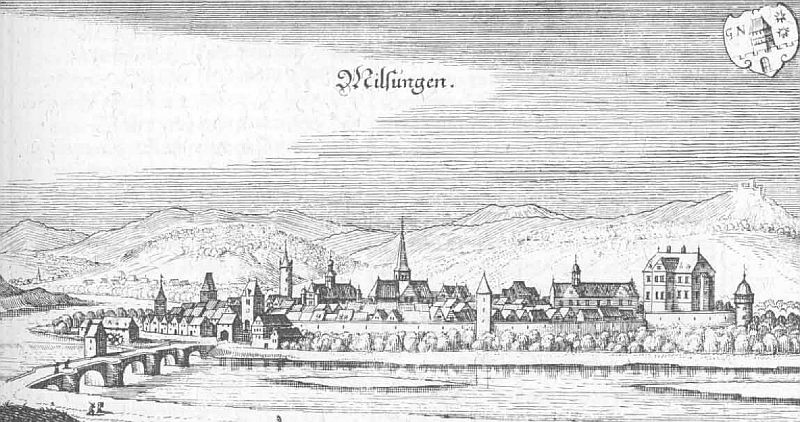
1655年に出版されたマテウス・メーリアンの銅版画に描かれたメルズンゲン

1552年から1557年にヘッセン＝カッセル方伯ヴィルヘルム4世と、その父フィリップ1世は、市壁のすぐ外側、旧城砦に隣接して狩りの城を建造した。旧城砦は老朽化のために取り壊れ、1577年に乗馬場となった。1627年から1632年にヘッセン＝カッセル方伯モーリッツは、この狩りの城を時折居館として利用したが、引退後はエシュヴェーゲに隠棲した。その死後、城と乗馬場は1733年から1825年まで方伯の、後には選帝侯の騎兵の兵舎として利用された。1825年から1867年まではヘッセン森林アカデミーの本部となった。プロイセンによるヘッセン選帝侯国併合後は行政府の建物となった。第二次世界大戦中には、城とエルバースドルフのクライスグートにイギリス軍将校のための収容施設が設けられた。現在この建物は、郡の財務局と法務関連の役所が入っている。
三十年戦争、七年戦争、1806年から1813年までのフランス統治時代と、この街は繰り返し支配と毀損を受けてきた。1813年、ジェローム・ボナパルトを王とするヴェストファーレン王国の終焉後、メルズンゲン近郊でロシア軍がフランス軍を打ち破った。
1821年から1974年までメルズンゲンはメルズンゲン郡の行政都市であった。1974年にメルズンゲン郡、フリッツラー＝ホムベルク郡、ツィーゲンハイン郡が合併して成立したシュヴァルム＝エーダー郡は、ホムベルク (エフツェ)を郡行政都市としている。メルズンゲンは、プロテスタントのアルトヘッセン教会の首邑の一つである。

## 行政

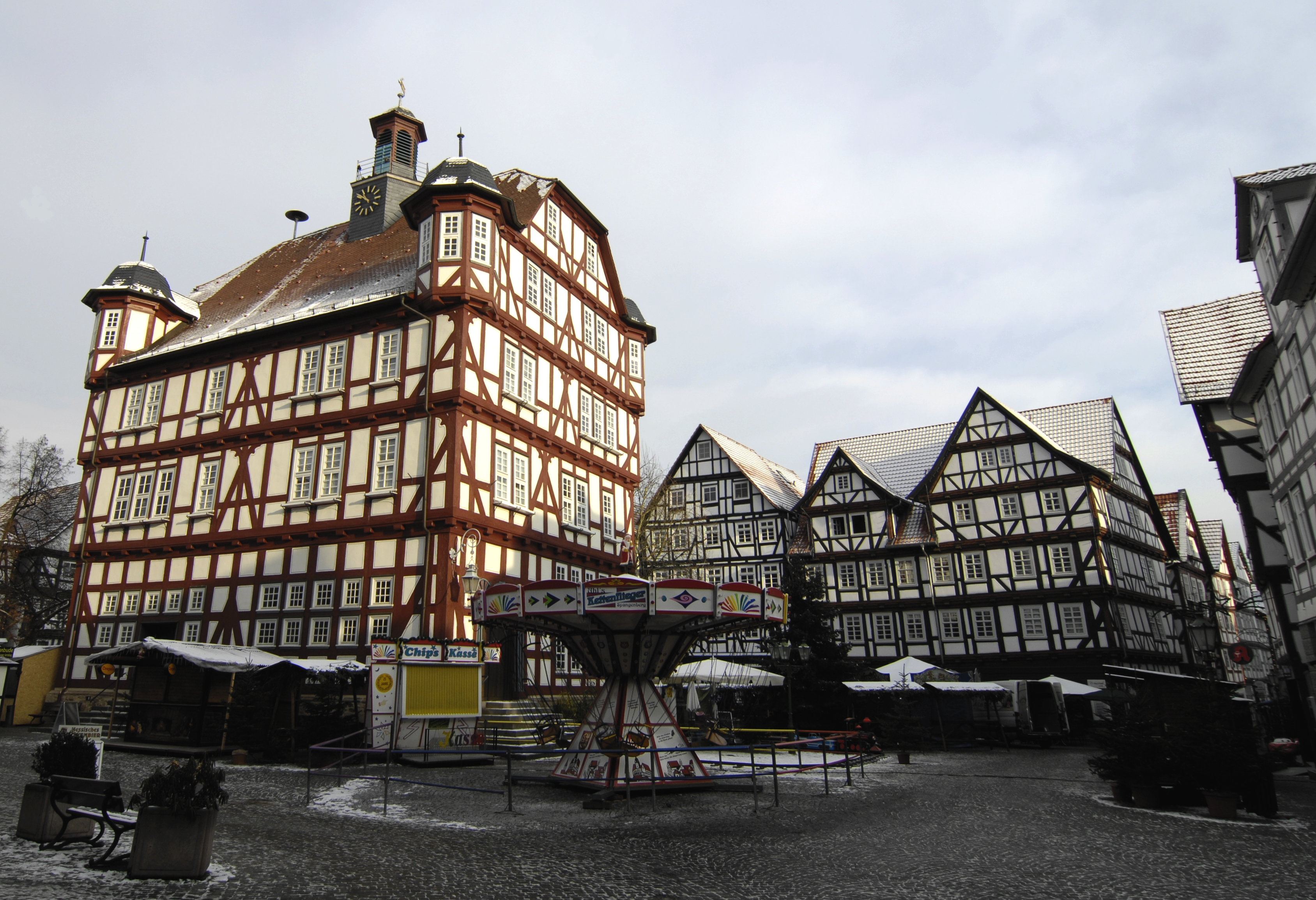
メルズンゲン市庁舎

### 議会
メルズンゲンの市議会は、37議席からなる。

### 首長
2004年11月28日の選挙で、ディーター・ルンツハイマー (SPD) は、62.8 % の票を獲得して、CDUやFDPの候補を破って市長に選出された（就任は2005年3月1日から）2010年11月7日の選挙では 80 % の票を得て再選された（彼が唯一の候補者であった）。2012年12月4日にルンツハイマーが死亡した。助役首席のフリッツ・フォイトが新たな市長が選出され就任するまで市長代理を務めた。市長選挙は2013年3月17日に実施された。ウルリケ・フント（SPD、FDP推薦）とマルクス・ボウクザイン（無所属、CDU推薦）が立候補した。ボウクザインは 50.7 % の票を獲得して当選した。ボウクザインは2013年6月1日に市長に就任した。
これまでに直接選挙で選出された市長は以下の通り。
- 1998年 - 2005年: カール＝ハインツ・ディーツェル (SPD)
- 2005年 - 2012年: ディーター・ルンツハイマー (SPD)
- 2013年 - : マルクス・ボウクザイン（無所属）

### 紋章
古い印章や市の紋章は12世紀末から存在している。市の紋章は、青地で門とその両側に胸壁のある市壁が描かれている。市壁はシルバーグレイ、楼門の屋根はレンガの赤色で、その両側の宝珠は金色である。この紋章は1577年から見られる。

### 姉妹都市
この街の姉妹都市は以下の通り。
- ドルー（フランス、ウール＝エ＝ロワール県）1966年
- イヴスハム（イギリス、ウスターシャー）1982年
- トーディ（イタリア、ウンブリア州）1985/86年
- クドゥグ（ブルキナファソ、ボルキエンデ県）1990年
- バート・リーベンシュタイン（ドイツ、テューリンゲン州）1990年

また、ベルリンのシュパンダウ区と友好協定を結んでいる。

## 文化と見所

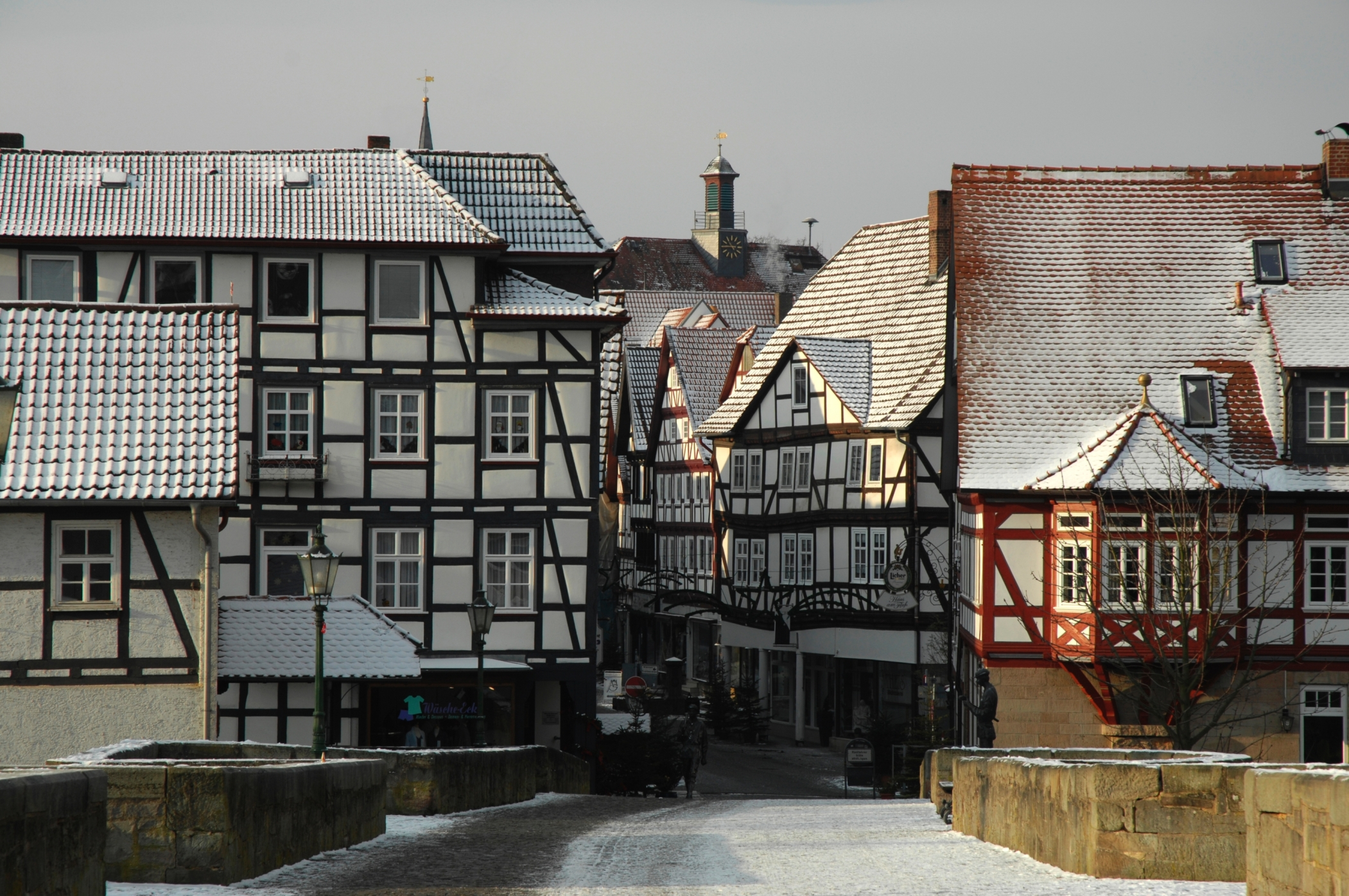
バルテンヴェッツァー橋からみた木組み建築が密集した旧市街

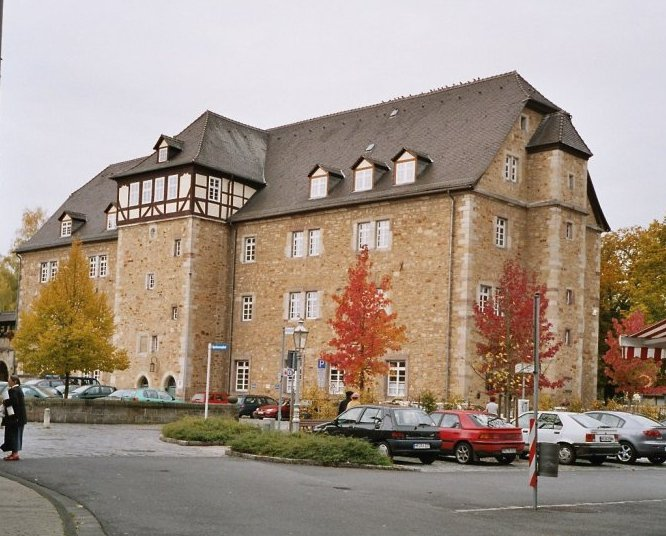
メルズンゲンの城館

### 博物館
- 市内のバルテンヴェッツァー橋の近くにメルズンゲン郷土博物館がある。

### 建築
- 木組み建築の旧市街（密集した木組み建築の街並み）
- 市庁舎（1556年建造）
- 城館（1550年から1557年にフィリップ方伯により建造された）城館公園がある
- マルクト広場
- バルテンヴェッツァー橋（1595年から1596年の建造）フルダ川に架かる橋
- フリードリヒ＝ヴィルヘルム北線のメルズンガー陸橋
- ゴシック様式の市教会（1415年から1425年建造）
- 聖ゲオルク病院礼拝堂
- オイレン塔（市壁の遺構として現存する塔）
- ツヴァイプフェニヒ橋（1890年）
- 旅館「ツァ・トラウベ」（1756年建造の、市内で最も古い旅館）

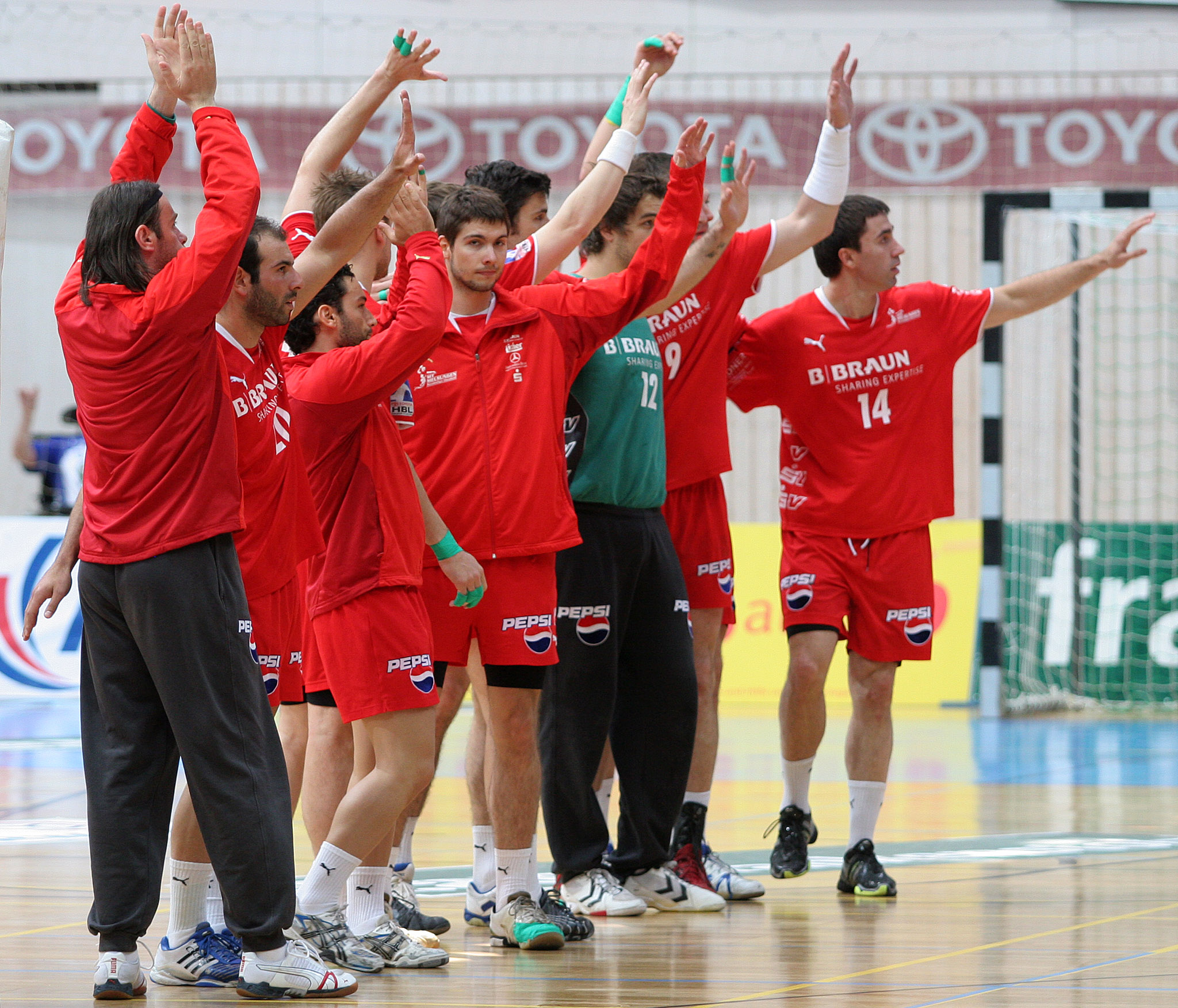
MT メルズンゲンの選手たち（2009年）

- ケーレンバッハの狩りの城
- ヴォルフスシュタイン

- メルズンゲン旧市街の通り
- ツヴァイプフェニヒ橋

### スポーツ
- ハンドボールクラブ: MT メルズンゲン（2005/06年シーズンよりハンドボール・ブンデスリーガ1部）
- サッカークラブ: メルズンガー FV 08
- メルズンガー・トゥルンゲマインデ 1861 e.V.（陸上競技、バレーボール、器械体操）

### 年中行事
- メルズンゲン・ワインフェスト
- メルズンゲン・カバレット・コンクール
- 「姉妹都市ツアー」（毎年開催されるメルズンゲンとバート・リーベンシュタインとの間の相互訪問）

### 料理
- アーレ・ヴルスト
- ヴェッケヴェルク

## 経済と社会資本

### 交通
この街は連邦アウトバーン A7号線沿いにある。連邦道 B83号線がメルズンゲンを通過しており、B253号線とB487線はこの街を起点、あるいは終点としている。
メルズンゲンは鉄道カッセル - ベーブラ - フルダ線沿いにあり、北ヘッセン交通連盟に属している。また、2006年6月以降レギオトラム RT5 カッセル - メルズンゲン線が通っている。この鉄道は、メルズンゲンとカッセル中心街とを乗り換えなしで結んでいる。この路線は、メルズンゲン南の転換線を終端とする。このため、メルズンゲン駅には、いかなる転轍機もない。2011年5月20日に計画されていた駅であるメルズンゲン＝バルテンヴェッツェンブリュッケ駅が開業した。この他にメルズンゲン南駅とメルズンゲン＝シュヴァルツェンベルク駅が計画されている。レギオトラムを工業地域「プフィーフェヴィーゼン」まで延伸するかどうかは議論になっている。

### 地元企業
この街には、共に医療・医薬品分野の企業であるビー・ブラウン・メルズンゲン AGとゾルファーム GmbH がある。この他の有力な分野が出版・印刷分野である。そのトップ企業が J.ノイマン＝ノイダム AG とベルネッカー・メディアグループである。小売り、流通業では EDEKA ヘッセンリング GmbH がある。この企業は Edeka コンツェルンのために北ヘッセンおよびテューリンゲンやニーダーザクセンの一部に業品を配送している。

### 教育
メルズンゲン市には基礎課程学校が3校ある。
上位の学校には、メルズンゲン総合学校、ゲシュヴィスター・ショル・シューレ、Radko-Stöckl シューレがある。身体上および精神上の問題のある児童は2校の養護学校に籍を置く。
シュヴァルム＝エーダー音楽学校およびシュヴァルム＝エーダー市民大学はメルズンゲンに分校を有している。

### 裁判所
メルズンゲンにはメルズンゲン区裁判所がある。この裁判所はメルズンゲン城にある。

### その他
この街の住民のニックネームは、バルテンヴェッツァーである。メルズンゲンは1987年に「ヘッセンの日」の開催地となった。

## 引用
1. ↑  Hessisches Statistisches Landesamt: Bevölkerung in Hessen am 31.12.2023 (Landkreise, kreisfreie Städte und Gemeinden, Einwohnerzahlen auf Grundlage des Zensus 2011)]
2. ↑  Max Mangold, ed (2005). Duden, Aussprachewörterbuch (6 ed.). Dudenverl. p. 545. ISBN 978-3-411-04066-7
3. ↑  Ergebnis auf den Seiten der Stadt Melsungen（2011年11月19日 内容確認）
4. ↑  Melsungens Bürgermeister Dieter Runzheimer ist tot, HNA 2012年12月4日付け（2015年10月31日 閲覧）
5. ↑  ヘッセン州統計局: 2013年3月17日のメルズンゲン市長選挙結果（2015年10月31日 閲覧）
6. ↑  Alles im Fluss an der Fulda: Boucsein startet im Juni, HNA 2013年3月21日付け（2015年10月31日 閲覧）
7. ↑  Daten zu den Direktwahlen des Bürgermeisters in Melsungen（2011年11月19日 内容確認）